# آزادی اندیشه

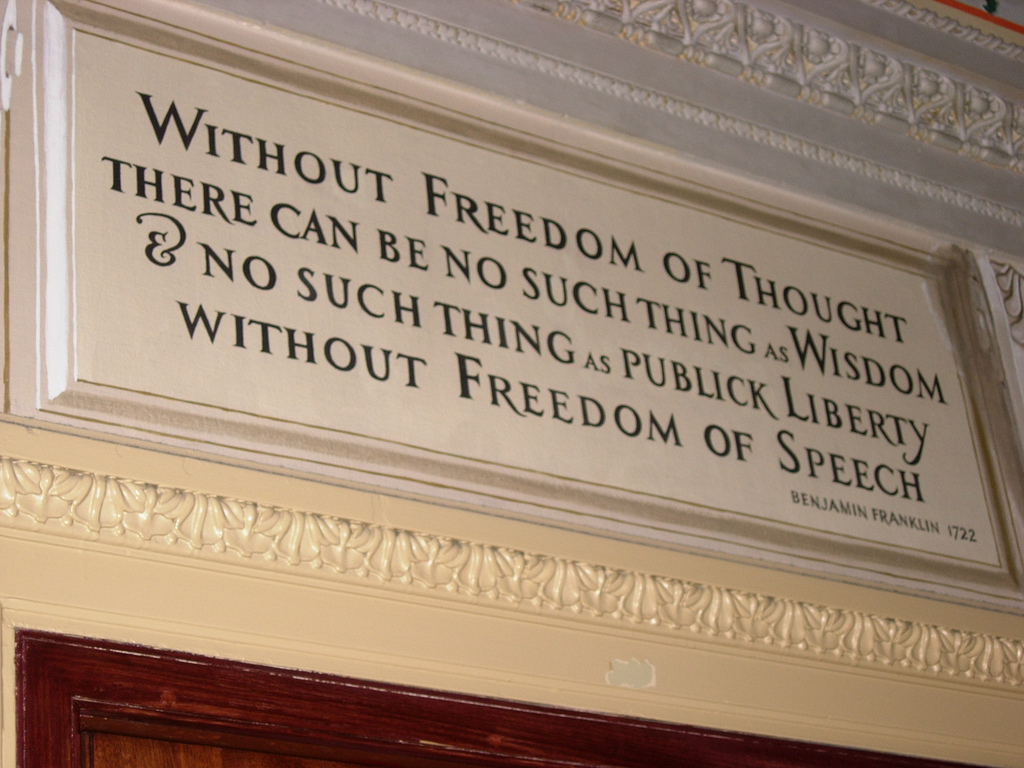
"بدون آزادی اندیشه نمی‌تواند چیزی از روی حکمت و عقل باشد و بدون آزادی بیان نمی‌تواند آزادی عمومی وجود داشته باشد." بنجامین فرانکلین، ۱۷۲۲.

آزادی اندیشه (همچنین آزادی افکار یا ایده‌ها نام دارد) به آزادی هر فرد برای داشتن یک نظر و اندیشه به‌طور مستقل از دیدگاه‌های دیگر گفته می‌شود.
این با مفهوم آزادی بیان متفاوت است و نباید با آن یکی انگاشته شود.

## بررسی اجمالی
آزادی اندیشه، مبنا و منشأ آزادی‌های دیگر محسوب می‌شود - و از این رو با دیگر آزادی‌ها ارتباط نزدیکی دارد - از جمله آزادی مذهب، آزادی بیان و آزادی ابراز عقیده. هر فردی با گسترش دانش، مفاهیم، نظریه‌ها و ارزیابی آنها در محیط معین تلاش می‌کند از مهارت شناختی برخوردار شود. این مهارت شناختی احساس رضایت می‌دهد و جایگزین احساس درماندگی در فرد می‌شود. دانش و اندیشه‌های جدید علاوه بر آسان‌کردن نفس انسان، امید به آینده را نیز به همراه دارد. اگر چه ضرورت آزادی اندیشه برای وجود بسیاری از آزادی‌های دیگر بدیهی است، اما برای عمل کردن به آنها الزامی نیست. درک و فهم آزادی یا یک حق، به تنهایی شمول و قانونی بودن آن را حفاظت نمی‌کند، زیرا صرفاً یک تذکر فلسفی نیست. این یک مفهوم بسیار مهم در دنیای غرب محسوب می‌شود و البته لازم است که قانون اساسی از این آزادی‌ها محافظت کند.

## تاریخچه توسعه و سرکوب
غیرممکن است که به صورت قطعی بدانیم که فردی دیگر به چه چیزی فکر می‌کند، و این سرکوب را دشوار می‌کند. این مفهوم در سراسر کتاب مقدس، به‌طور کامل در نوشته‌های پولس تارسوس آمده است (به عنوان مثال، "چرا باید آزادی من توسط وجدان دیگری مورد قضاوت قرار گیرد؟") (۱ قرنتیان ۱۰:۲۹)

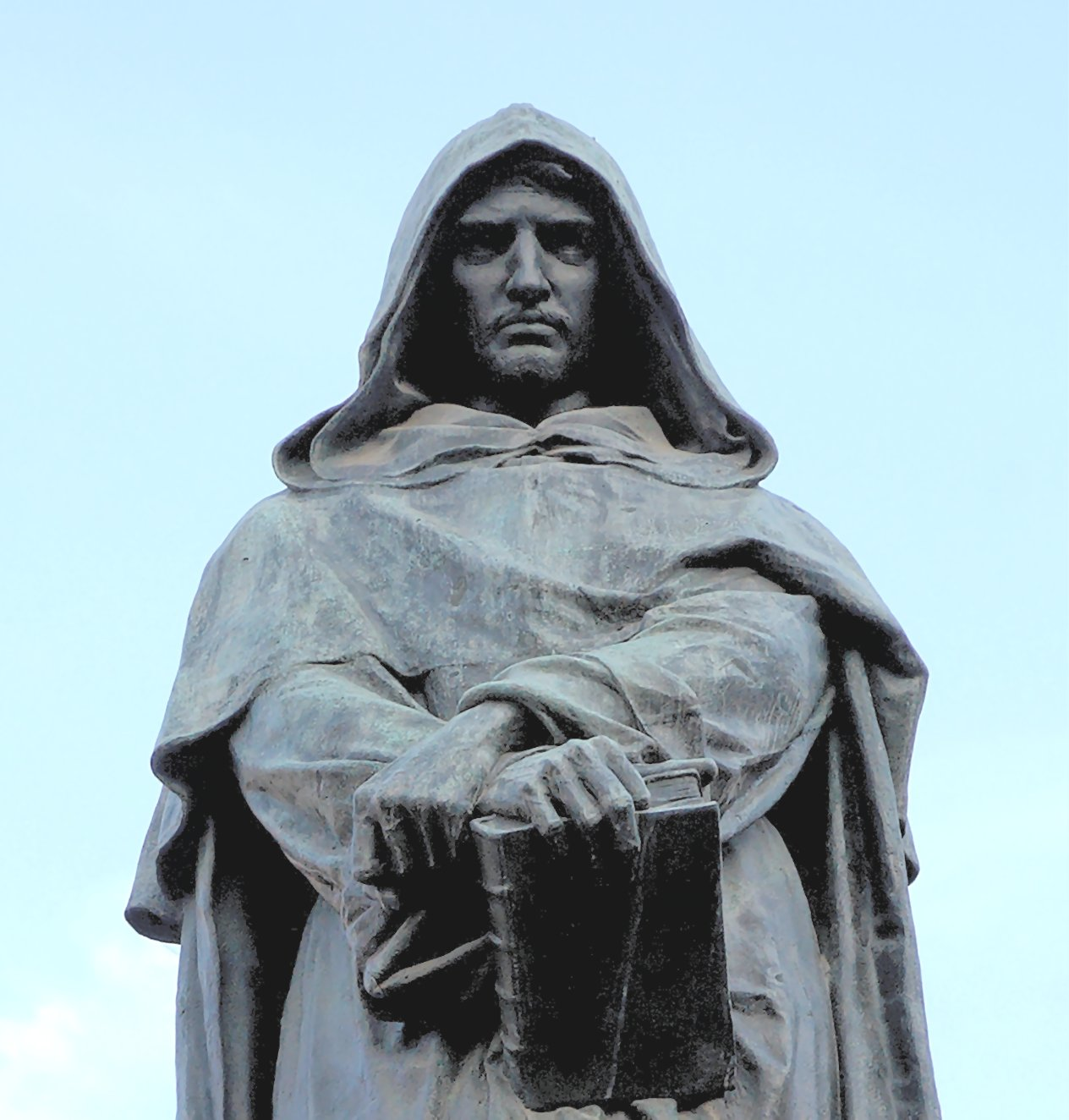
مجسمه برنزی جوردانو برونو، کامپو د فیوری، رم

هرچند فیلسوفان یونانی افلاطون و سقراط دربارهٔ آزادی اندیشه به حداقل پرداخته بودند، اما فرمان‌های پادشاه آشوکا (قرن سوم قبل از میلاد) به عنوان اولین فرمان احترام به آزادی وجدان خوانده شده است. در سنت اروپایی، گذشته از فرمان تحمل دینی توسط کنستانتین اول در میلان در سال ۳۱۳، برخی فلاسفه همچون تمیستیوس، میشل دو مونتنی، باروچ اسپینوزا، جان لاک، ولتر، الکساندر وینت و جان استوارت میل و متخصصان الهیات راجر ویلیامز و ساموئل رادرفورد طرفداران اصلی ایده آزادی وجدان (یا "آزادی روح" به تعبیر راجر ویلیامز) در نظر گرفته شده‌اند.

## آزادی اندیشه در ایران
به موجب قانون اساسی جمهوری اسلامی ایران هرگونه تفتیش عقاید ممنوع است، اما این آزادی همواره در حکومت جمهوری اسلامی نادیده گرفته می‌شود.